# Spymate
Spymate è un film del 2006 diretto da Robert Vince.
La pellicola è stata girata per il mercato home video, prodotta dalla Disney. La protagonista è Emma Roberts. In ruoli secondari recitano Pat Morita, Richard Kind e Musetta Vander.

## Trama
Quando la giovane Amelia viene rapita dal perfido Dr.Farley, il padre, aiutato dal suo assistente (una scimmia esperta di arti marziali) dovrà cercare di salvarla evitando anche la fine del mondo.